# Christoffer Wiktorsson
Christoffer Wiktorsson, född 22 mars 1989, är en svensk fotbollsspelare (försvarare) som spelar för Strömtorps IK.

## Karriär
Wiktorssons moderklubb är just Degerfors IF. I december 2011 skrev han på för Örebro SK i Allsvenskan. Övergången väckte stor kritik bland vissa supportrar då Örebro SK är ärkerivalen till Degerfors IF. I samband med att han återvände till sin moderklubb sa han att han skulle lägga alla träningstimmar och matchminuter de kommande åren på att visa supportrar och lagkamrater att han hör hemma i Degerfors IF.
Wiktorsson spelade 10 ligamatcher under säsongen 2020, då Degerfors IF blev uppflyttade till Allsvenskan. I januari 2021 förlängde han sitt kontrakt med ett år. Efter säsongen 2021 lämnade Wiktorsson klubben.
I januari 2022 gick Wiktorsson till division 3-klubben Strömtorps IK, där han fick en roll som spelande assisterande tränare.